# Спитай у пилу
«Спитай у пилу» — найпопулярніший роман американського письменника Джона Фанте, вперше опублікований у 1939 році, дія якого розгортається в Лос-Анджелесі часів Великої депресії. Це один із серії романів, в яких фігурує персонаж Артуро Бандіні, альтер-его Фанте, молодий італо-американець з Колорадо, який намагається стати письменником у Лос-Анджелесі.
Роман широко вважається американською класикою, його регулярно включають до навчальних програм з американської літератури в коледжах. Книга є романом з ключем, значна частина якого ґрунтується на автобіографічних подіях з життя Фанте. Роман справив значний вплив на Чарльза Буковскі. У 2006 році сценарист Роберт Таун екранізував роман у фільмі «Спитай у пилу», головні ролі в якому зіграли Сальма Хаєк і Колін Фаррелл.

## Публікація
Перша публікація роману послідувала після успішної публікації Фанте «Дочекайся весни, Бандіні» та його оповідань у відомих виданнях, таких як «Американський Меркурій». Перше видання роману було надруковано накладом лише 2 200 примірників. Незважаючи на те, що продажі не були великими, у 1954 році видавництво «Bantam Books» випустило видання в м'якій обкладинці. Популярність роману не досягла свого піку, поки поет Чарльз Буковскі не здійснив перевидання роману видавництвом "Black Sparrow Press" у 1980 році з передмовою від самого автора.

## Синопсис
Артуро Домінік Бандіні — письменник, що бореться за життя, живе в житловому готелі в Банкер-Гілл, занедбаній частині центру Лос-Анджелеса. Живучи за рахунок апельсинів, він несвідомо створює картину Лос-Анджелеса як сучасної антиутопії часів Великої депресії. Його опубліковане оповідання «Песик сміявся» не вразило нікого в його занедбаному пансіонаті, крім однієї 14-річної дівчинки Джуді. Знедолений, він заходить у буфет Columbia Buffet, де зустрічає Каміллу Лопес, офіціантку.
Бандіні закохується в Лопес, яка сама закохана в свого колегу по роботі Семмі. Семмі зневажає Каміллу, кажучи Бандіні, що він повинен ставитися до Камілли погано, якщо він хоче її завоювати. Бандіні бореться з власною бідністю, почуттям католицької провини та любов’ю до нестабільної деградуючої Камілли. Зрештою, Камілла потрапляє до психіатричної лікарні, а потім переїжджає до іншої, після чого тікає. Бандіні шукає її, але знаходить, що вона чекає на нього в його квартирі. Він вирішує забрати її з Лос-Анджелеса і влаштовує жити в будинку на пляжі. Він купує їй маленького песика, і вони винаймають житло в Лагуна-Біч. Він залишає її там, щоб забрати свої речі зі свого готельного номера в Лос-Анджелесі, але після повернення знаходить будинок порожнім. Він отримує телеграму від Семмі, який просить, щоб він прийшов і забрав Каміллу, оскільки вона з’явилася в пустельній хатині, в якій він жив, і діє йому на нерви. Поки Бандіні прибуває туди, Семмі вигнав Каміллу, і вона блукає пустелею. Бандіні шукає її з болісним страхом, що не знайде кохану жінку, і незабаром цей страх справджується. Він повертається до хатини Семмі і дивиться на порожню пустельну землю. Він бере примірник свого першого роману, який нещодавно вийшов друком, присвячує його Каміллі і кидає в пустелю.

## Теми
Найпопулярніший роман Фанте, напівавтобіографічний «Спитай у пилу», є третьою книгою з того, що зараз називають «Сагою про Артуро Бандіні» або «Квартетом Бандіні». Бандіні виступав як його альтер-его у чотирьох романах: «Дочекайся весни, Бандіні» (1938), «Дорога до Лос-Анджелеса» (хронологічно це перший роман Фанте, але він не був опублікований до 1985 року), «Спитай у пилу» (1939) і, нарешті, «Сни з пагорба Бункер» (1982). Останній Фанте надиктував своїй дружині Джойс наприкінці свого життя після того, як ускладнення діабету спричинили сліпоту та ампутацію обох ніг. Використання Фанте Бандіні як свого альтер-его можна порівняти з персонажем Чарльза Буковскі — Генрі Чінаскі.
Постійними темами творів Фанте є бідність, католицизм, сімейне життя, італо-американська ідентичність, спорт і життя письменника. Протягом багатьох років багато хто називав «Спитай у пилу» монументальним романом Південної Каліфорнії/Лос-Анджелеса (Кері МакВільямс, Чарльз Буковскі та Los Angeles Times Book Review). Через понад шістдесят років після публікації «Спитай у пилу» на кілька тижнів з’являлася у списку бестселерів за версією «Нью-Йорк Таймс».

## Рецепція
Початкове сприйняття роману було неоднозначним, що призвело до низьких продажів.  Розповсюдження було ускладнене тим, що видавець Фанте був втягнутий у судову суперечку щодо публікації несанкціонованої версії біографії Адольфа Гітлера "Майн Кампф", через що йому не вистачало коштів.

## Спадщина
Фант був одним із перших письменників, які зобразили важкі часи, з якими зіткнулися багато людей у Лос-Анджелесі часів Депресії. Роберт Таун назвав «Спитай у пилу» найкращим романом коли-небудь написаним про Лос-Анджелес.
Американський письменник Чарльз Буковскі називає творчість Джона Фанте значним впливом на його власну творчість, зокрема на «Спитай у пилу», на який він натрапив у публічній бібліотеці, будучи ще молодим письменником. Ентузіазм Буковскі до роману допоміг йому не впасти в забуття в 1970-х роках. Буковскі, який подружився зі старшим автором наприкінці життя Фанте, написав передмову до цього роману для репринтного видання Black Sparrow Press. У цій передмові Буковскі стверджує: "Фанте був моїм богом".
«Спитай у пилу» містить тематичні перегуки з романом Кнута Гамсуна «Голод» 1890 року. Фанте був великим шанувальником Гамсуна. Назва «Спитай у пилу» походить від роману Кнута Гамсуна «Пан» 1894 року, в якому лейтенант Ґлан розповідає історію про дівчину у вежі:

"Іншу він кохав, як рабиню, як божевільну і як жебрачку. Чому? Спитайте пил на дорозі і падаюче листя, спитайте таємничого Бога життя, бо ніхто не знає таких речей. Вона не дала йому нічого, нічого не дала, а він їй подякував. Вона сказала: Віддай мені свій спокій і свій розум! І він тільки шкодував, що вона не попросила його життя".

У романі Девіда Фостера Воллеса «Мітла системи» 1987 року Лаваш "Стоуні" Бідсмен має дерев'яну ногу з прихованою шухлядою, в якій він зберігає сигарети з марихуаною та інші заборонені речовини. У четвертому розділі «Спитай у пилу» згадується персонаж на ім'я Бенні Коен, у якого «була дерев'яна нога з маленькими дверцятами. У дверцятах були сигарети з марихуаною. Він продавав їх по п'ятнадцять центів за штуку».

## Додаткова інформація
- Tayler, Christopher (2000-09-21). "Bandini to Hackmuth". London Review of Books. pp. 28–29. ISSN 0260-9592.